# Odontoschisma longiflorum
Odontoschisma longiflorum là một loài rêu trong họ Cephaloziaceae. Loài này được Stephani mô tả khoa học đầu tiên..